# If walls could speak
If walls could speak is een tiendelig artistiek kunstwerk in Amsterdam-Oost.
Na renovatie van een vijftal laagbouw flatgebouwen in Amsterdam-Oost aan de Platanen- en Olmenweg, werden er in mei 2019 muurschilderingen gezet op de tien bijna kopgevels van die flatgebouwen.
Uit het budget van de renovatie werd door eigenaar Stadgenoot Amsterdam Street Art ingeschakeld deze muren te laten beschilderen. In overleg met de bewoners werden in mei 2019 de huizenhoge muurschilderingen aangebracht; thema’s als religie, seks en dood moesten vermeden worden. De geisha werd als uitzondering daarop wel geplaatst. Alle muurschilderingen zijn ongeveer tien bij vijftien meter, dragen het gezamenlijke motto If walls could speak (Als muren konden praten) en centraal thema Amsterdam voor iedereen. De kunstenaars konden tijdens hun werkzaamheden verblijven in The Student Hotel, dat zijn intrek had genomen in het voormalige Paroolgebouw.
De schilderingen:
| Flat                               | Omschrijving | Afbeelding |
| ---------------------------------- | --- | ---------- |
| Platanenweg 2-12, gevel noordwest  | Zwevende vrouw met duiven is gemaakt door Kaspar van Leek en Niels van Swaemen van Studio Giftig; zij vonden in zweven en duiven tekenen van vrijheid in Amsterdam                           |            |
| Platanenweg 14-24, gevel noordwest | From wherever you come, here you are welcome door Spaanse Julieta XLF |            |
| Platanenweg 26-36, gevel noordwest | De appel valt niet ver van de boom is een hommage aan Karel Appel van Sjem Bakkus & Ives.one, waarin met grote letters Cobra                                                                 |            |
| Platanenweg 38-48; gevel noordwest | When it comes to settling disputes, patience and compassion are often more useful than magic van Duitse HERA                                                                                 |            |
| Olmenweg 2-12; gevel noordwest     | Het wapen der verbroedering, gemaakt door Amsterdamse Kash & Chuck |            |
| Platanenweg 2-12, gevel zuidoost   | Wat komt aanvliegen van ver of dichtbij, de mus of halsbandparkiet, in Amsterdam horen we er allemaal bij gemaakt door Dopie                                                                 |            |
| Platanenweg 14-24: gevel zuidoost  | Beter een goede buur dan een verre vriend is afkomstig van de Australiër SMUG |            |
| Platanenweg 26-36: gevel zuidoost  | It’s beauty. It’s the light that will always emerge from the darkness is afkomstig van de Brit Dan Kitchener; hij gaf met scherpe kleurcontrasten de schoonheid van het dagelijks leven weer |            |
| Platanenweg 38-48, zuidoost gevel  | In case of lost childhood, break glass, gemaakt door Leon Keer, die aangaf dat ondanks dat we volwassen zijn, we nog steeds kunnen doen wat we willen                                        |            |
| Olmenweg 2-12: gevel zuidoost      | Carrying belongings van de Duitser Andreas von Chrzanowski werkend onder de naam Case Maclaim                                                                                                |            |